# Pipreolinae
Pipreolinae es una subfamilia de aves paseriformes perteneciente a la familia Cotingidae, que agrupa alrededor de doce especies, en dos géneros, nativas del norte y occidente de América del Sur, donde se distribuyen desde las montañas costeras del norte de Venezuela, principalmente a través de los Andes de Colombia, Ecuador, hasta el sureste del Perú y oeste de Bolivia, una especie (P. whitelyi) habita en los tepuís del sur de Venezuela, Guyana y extremo norte de Brasil.

## Taxonomía
Dando continuidad a trabajos anteriores, como Tello et al. (2009) y de Ohlson et al. (2013), Berv & Prum (2014) produjeron una extensa filogenia para la familia Cotingidae reflejando muchas de las divisiones anteriores e incluyendo nuevas relaciones entre los taxones, donde se propone el reconocimiento de cinco subfamilias: la presente, Rupicolinae, Phytotominae, Cephalopterinae y Cotinginae.
El Comité de Clasificación de Sudamérica (SACC) aguarda propuestas para modificar la secuencia linear de los géneros y reconocer las subfamilias. El Comité Brasileño de Registros Ornitológicos (CBRO), en la Lista de las aves de Brasil - 2015 ya adopta esta clasificación.

## Géneros
- Ampelioides
- Pipreola